# Kizilbash

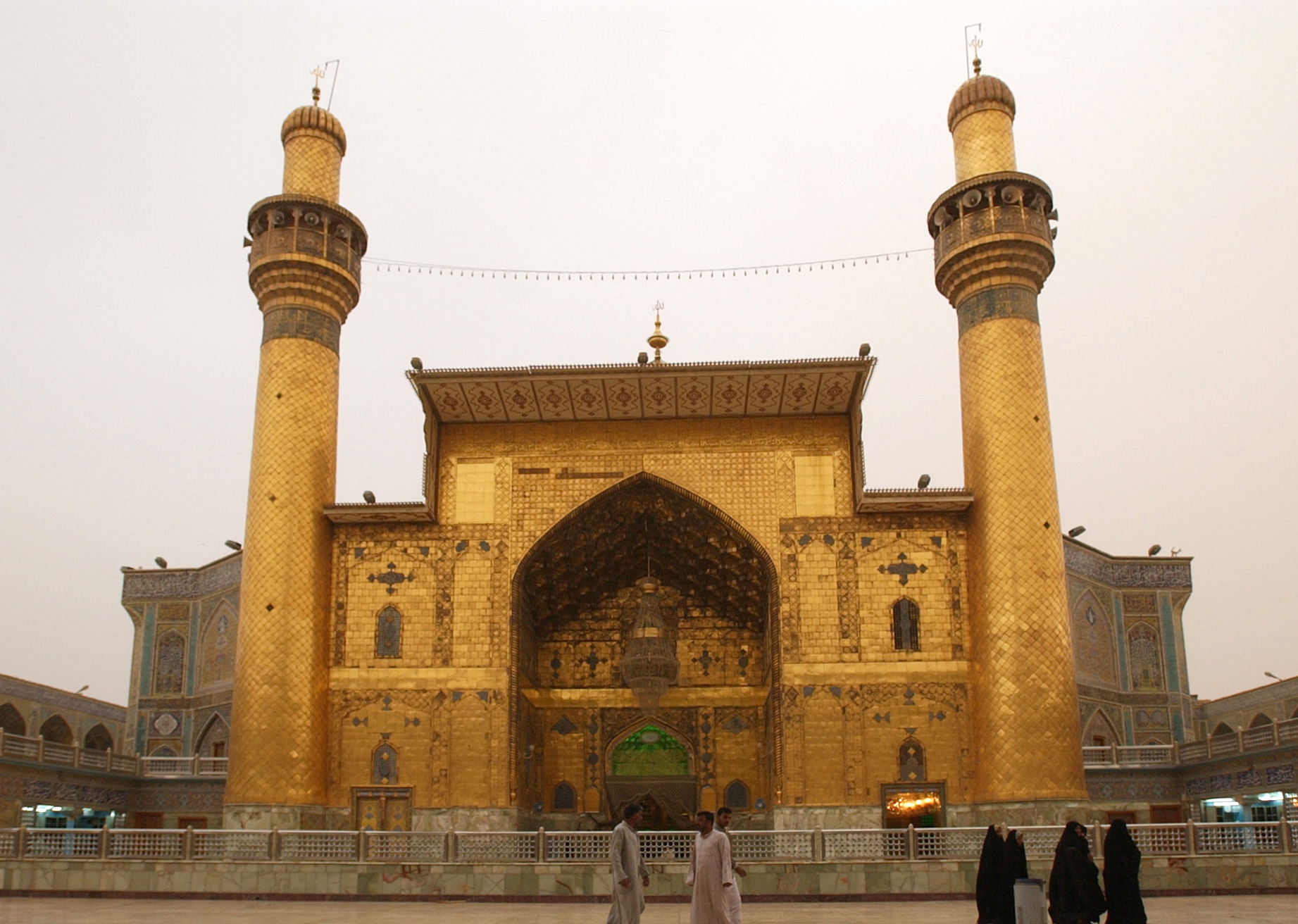
Moschea dell'Imam Ali a Najaf

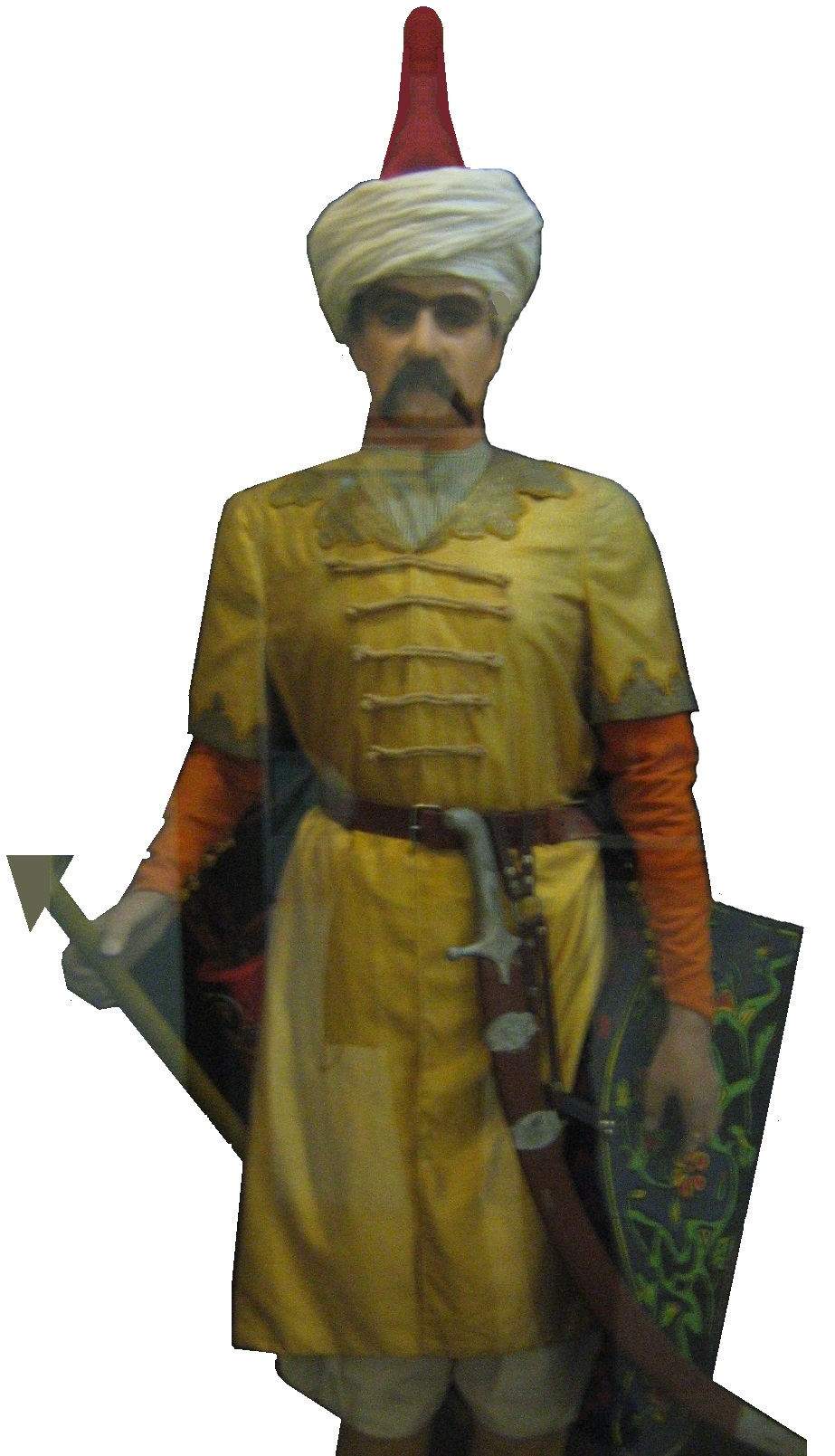
Cavaliere kizil bas durante il periodo safavide

Un kizilbāsh, o kizil bash o kizil bas (in turco Kızılbaş, da "kizil" = rossa e "baş"/"bash" = testa; in azero Qızılbaş; in persiano قزلباش‎, Qizilbāsh) era un discepolo dell'ordine sufi sciita sorto attorno al XV secolo. I Kizilbāsh portarono il loro leader Ismaʿil al potere, contribuendo così alla fondazione della dinastia safavide. L'origine del Qizilbash può essere datata dal XV secolo in poi, quando il gran maestro spirituale del movimento, Shaykh Haydar (il capo dell'ordine Safaviyya Sufi), organizzò i suoi seguaci in truppe militanti.  I Qizilbash erano originariamente composti da sette tribù di lingua turca, Rumlu, Shamlu, Ustajlu, Afshar, Qajar, Tekelu e Zulkadar, che parlavano tutte azere.
Il loro nome ("testa rossa") derivava dal colore del copricapo che indossavano, un cappellino di colore rosso con dodici pieghe, in ricordo dei dodici imam dello Sciismo. Questo copricapo è noto come Taj-e Heydar in persiano, con riferimento al maestro Sufi Heydar ("Taj" in persiano significa "corona").

## Ipotesi sulle origini
Sulle origini dei kizilbāsh, organizzati da Ḥaydar Ṣafawī, la guida spirituale (sceicco) del movimento della Ṣafawiyya - da cui nasce la dizione "safavide" - si sono avanzate varie ipotesi.

Tra esse quella secondo cui i kizilbāsh sarebbero stati fortemente influenzati dal mazdakismo iranico che agì durante il periodo dell'Impero sasanide, o dall'ancor più radicale movimento persiano khurramita, presente nel primo periodo islamico.

Costoro erano intensamente alidi, al pari dei kizilbāsh, tanto da essere qualificati dagli eresiografi sunniti come  ghulat (lett. "esagerati", cioè "estremisti"), anch'essi caratterizzati dal color rosso degli abiti, tanto da essere chiamati in arabo muḥammira ("rosso vestiti"). In quest'ottica, lo studioso turco Abdülbaki Gölpinarli ha visto i Kizilbāsh come "discendenti spirituali dei Khurramiti".

## Altri usi del termine
Il termine è utilizzato anche per indicare i copricapi che permettevano ai sufi di mostrare la loro appartenenza a una particolare confraternita.
Kizilbāsh sono chiamati anche i membri del gruppo alevita in Turchia.
Il nome kizil bas inoltre è stato dato in Afghanistan ai turkmeni di lingua persiana che si stabilirono a Kabul e in altre città attorno al 1737 e furono impiegati negli uffici pubblici e nel commercio.